# شهر اگواسکالینتس
شهر اگواسکالینتس (به اسپانیایی: Aguascalientes Municipality) یک منطقهٔ مسکونی در مکزیک است که در آگوئاسکالینتس واقع شده‌است.

## خصوصیات
شهر اگواسکالینتس ۱٬۱۷۸٫۸۵ کیلومترمربع مساحت و ۷۹۷٬۰۱۰ نفر جمعیت دارد.